# モル質量定数
モル質量定数（モルしつりょうていすう、英語: molar mass constant）はアボガドロ定数と原子質量定数の積。 事実上 1 g/mol に等しい。原子量・分子量・式量にモル質量定数をかけると、いずれもモル質量になる。標準モル質量 (英語: standard molar mass) とも言う。
SI基本単位の再定義 (2019年) により、定義値から実験値に変更された物理定数のひとつである。

## 定義
この節では、モル質量定数 Mu がアボガドロ定数 NA と原子質量定数 mu の積に等しいことを示す。
モル質量定数 Mu は、炭素12のモル質量 M(12C) の12分の1として定義される。
{\displaystyle M_{\text{u}}={\frac {1}{12}}M(^{12}{\text{C}})}
12Cのモル質量 M(12C) は、12C原子1個の質量 m(12C) のアボガドロ定数倍に等しい。
{\displaystyle M(^{12}{\text{C}})=N_{\text{A}}m(^{12}{\text{C}})}
原子質量定数 mu は、m(12C) の12分の1として定義される。
{\displaystyle m_{\text{u}}={\frac {1}{12}}m(^{12}{\text{C}})}
以上の3式から、次式が成り立つ。
{\displaystyle M_{\text{u}}=N_{\text{A}}m_{\text{u}}}
原子質量定数 mu は、統一原子質量単位 u と等しい。したがって、Mu は NA と u の積にも等しい。

## 定義値から実験値へ
2019年5月20日にモルの定義が変更されるまで、モル質量定数は厳密に 1 g/mol だった。モルの定義が変更された後は 1 g/mol から僅かにずれることになったが、そのずれは 10−9 g/mol 以下であり、実用上は 1 g/mol とみなせる。

### 2019年以前
モルは、12グラムの炭素12の中に存在する原子の数と等しい要素粒子を含む系の物質量である、と定義されていた。この定義によれば、12グラムの炭素12の物質量は厳密に1モルである。モル質量は質量を物質量で割ったものであるから、炭素12のモル質量 M(12C) は厳密に 12 g/mol である。したがって Mu の定義式から、モル質量定数は厳密に 1 g/mol となる。
{\displaystyle M_{\text{u}}={\frac {1}{12}}M(^{12}{\text{C}})={\frac {1}{12}}\times 12\,{\text{g/mol}}=1\,{\text{g/mol}}}
この定義の下ではモル質量定数は定義定数であり、不確かさはない。それに対してアボガドロ定数は、この定義の下では不確かさを持つ。というのは、アボガドロ定数 NA は Mu を統一原子質量単位 u で割ったものに等しく、統一原子質量単位をグラム単位で表したときの数値 u/g が不確かさを持つからである。
{\displaystyle N_{\text{A}}={\frac {M_{\text{u}}}{\text{u}}}={\frac {1\,{\text{g/mol}}}{\text{u}}}={\frac {1}{\text{u/g}}}{\text{mol}}^{-1}}
この定義におけるアボガドロ定数の相対不確かさは、SI単位で表した統一原子質量単位の相対不確かさに等しい。2019年までのアボガドロ定数の値は、測定により求められる実験値だった。

### 2019年以降
SI基本単位の再定義により、アボガドロ定数は不確かさのない定義定数になった。モル質量定数 Mu はアボガドロ定数 NA と統一原子質量単位 u の積に等しいので、u/mol単位で表したときのモル質量定数にも不確かさがなくなった。
{\displaystyle M_{\text{u}}=N_{\text{A}}m_{\text{u}}=6.022~140~76\times 10^{23}\,{\text{u/mol}}}
統一原子質量単位をグラム単位で表したときの数値 u/g は相変わらず不確かさを持つので、g/mol単位で表したモル質量定数は不確かさを持つことになった。また、測定実験により決められる値になったので、必ずしも 1 g/mol には一致しない値になった。g/mol単位で表したモル質量定数の2025年現在の値は以下の通り。
{\displaystyle {\begin{aligned}M_{\text{u}}&=6.022~140~76\times 10^{23}\times ({\text{u/g}})\times \,{\text{g/mol}}\\&=\left(1.000~000~001~05\pm 0.000~000~000~31\right){\text{g/mol}}\\&=\left(1+10.5\times 10^{-10}\pm 3.1\times 10^{-10}\right){\text{g/mol}}\end{aligned}}}
この定義におけるモル質量定数の相対不確かさは、SI単位で表した統一原子質量単位の相対不確かさに等しく、2025年現在 3.1×10−10 である。
Mu の 1 g/mol からのずれは非常に小さいので、標準原子量からモル質量を計算する際には、このずれは無視できる。後述するように、元素Eのモル質量 M(E) は原子量 Ar(E) とモル質量定数 Mu の積に等しい。リンの標準原子量
{\displaystyle A_{\text{r}}({\text{P}})=30.973~761~998}
と Mu = 1.000 000 001 05 g/mol から、リンのモル質量 M(P) を計算すると以下の値が得られる。
{\displaystyle M({\text{P}})=30.973~762~031\,{\text{g/mol}}}
Mu = 1 g/mol を用いた場合とのずれは10桁目に初めて現れる。したがって、標準原子量からモル質量を計算する場合は Mu = 1 g/mol として計算してよい。

### 電子の原子量
モル質量定数 Mu の値が、リュードベリ定数 R∞、微細構造定数 α、それと電子の原子量 Ar(e) の実験値から決められることを、以下に示す。
まず、リュードベリ定数 R∞ を、微細構造定数 α、電子の質量 me、光速度 c、プランク定数 h を用いて表す。
{\displaystyle R_{\infty }={\frac {\alpha ^{2}m_{\text{e}}c}{2h}}}
電子の原子量 Ar(e) と Mu の積は電子のモル質量 M(e) に等しく、M(e) は me のアボガドロ定数倍に等しいことから、次式が成り立つ。
{\displaystyle A_{\text{r}}({\text{e}})M_{\text{u}}=M({\text{e}})=N_{\text{A}}m_{\text{e}}}
これらの式を使うと、モル質量定数 Mu は次式で表せる。
{\displaystyle M_{\text{u}}={\frac {N_{\text{A}}m_{\text{e}}}{A_{\text{r}}({\text{e}})}}={\frac {2N_{\text{A}}h}{c}}{\frac {R_{\infty }}{\alpha ^{2}A_{\text{r}}({\text{e}})}}}
上式の最右辺に含まれる NA, h, c は、2019年以降は不確かさのない定義定数である。 したがって R∞, α, Ar(e) の実験値と不確かさから Mu の値と不確かさが決まる。

## 相対モル質量とモル質量
この節では、原子量・分子量・式量の諸概念が相対モル質量として一つにまとめられることを述べた後、「原子量・分子量・式量にg/mol単位をつけると、その物質のモル質量になること」を物理量の値は数値と単位の積で表されるという観点から述べる。

### 相対モル質量
モル質量 M を モル質量定数 Mu で割ったものを相対モル質量 Mr と呼ぶ。
{\displaystyle M_{\text{r}}={\frac {M}{M_{\text{u}}}}}
相対モル質量 Mr は単位を付けない（単位が1の）無次元量である。要素粒子が原子のとき、相対モル質量は原子量と呼ばれ、記号 Ar が用いられる。要素粒子が分子のとき、相対モル質量は分子量と呼ばれる。要素粒子がNaClなどのその他のときは、相対モル質量は式量と呼ばれる。
相対モル質量 Mr にモル質量定数 Mu をかけるとモル質量 M に戻るので、原子量・分子量・式量にモル質量定数をかけると、いずれもモル質量になる。

### 原子量
元素Eの原子量 Ar(E) には、『原子量表』に記載されている標準原子量を用いることが多い。単位の付かない原子量 Ar(E) にモル質量定数 Mu をかけると、単位の付いたモル質量 M(E) が得られる。
{\displaystyle M({\text{E}})=A_{\text{r}}({\text{E}}){M_{\text{u}}}}
例えば、炭素の原子量として4桁の原子量を使うと Ar(C) = 12.01 であり、これに Mu = 1 g/mol をかけると炭素のモル質量  M(C) = 12.01 g/mol が得られる。 

### 分子量・式量
分子量や式量は、分子・イオン・組成を表す化学式と、それに含まれる元素の原子量から計算できる。化学式Xで表される要素粒子のモル質量 M(X) は、単位の付かない分子量・式量 Mr(X) にモル質量定数 Mu をかけると得られる。
{\displaystyle M({\text{X}})=M_{\text{r}}({\text{X}}){M_{\text{u}}}}
以下に4桁の原子量を使った例を示す。
- 二酸化炭素の分子量は Mr(CO2) = 44.01 であり、これに Mu = 1 g/mol をかけると二酸化炭素のモル質量  M(CO2) = 44.01 g/mol が得られる。
- アンモニウムイオンの式量は Mr(NH4+) = 18.04 であり、これに Mu = 1 g/mol をかけるとアンモニウムイオンのモル質量  M(NH4+) = 18.04 g/mol が得られる。
- 塩化ナトリウムの式量は Mr(NaCl) = 58.44 であり、これに Mu = 1 g/mol をかけると塩化ナトリウムのモル質量  M(NaCl) = 58.44 g/mol が得られる。

### SIの再定義
相対モル質量の値はSI基本単位の再定義 (2019年) の影響を受けなかった。炭素12のモル質量 M(12C) が 12 g/mol から 11.9999999958 g/mol に変化したのに対し、炭素12の相対モル質量は2019年前後で変わらず Ar(12C) = 12 のままである。これは、粒子Xの相対モル質量 Mr(X) が、粒子Xの質量 m(X) を統一原子質量単位 u で表したときの数値に等しいためである。統一原子質量単位 u は非SI単位なので、u単位で表した質量の値はSI単位が変わっても変わらない。 
{\displaystyle M_{\text{r}}({\text{X}})={\frac {M({\text{X}})}{M_{\text{u}}}}={\frac {N_{\text{A}}m({\text{X}})}{N_{\text{A}}m_{\text{u}}}}={\frac {m({\text{X}})}{\text{u}}}}
あるいは、もっと単純に、原子量・分子量は相対質量なので単位に依らない、と考えてもよい。